# Abraham Raschle
Abraham Raschle (* 2. September 1792 in Wattwil; † 8. April 1863 ebenda) war ein Schweizer Politiker und Industrieller. Von 1851 bis 1860 gehörte er dem Nationalrat an.

## Biografie
Er war der ältere Sohn des Textilindustriellen Josabe Raschle, dessen Unternehmen auf die Herstellung und das Färben von Baumwolltüchern spezialisiert war. Abraham Raschle besuchte eine Privatschule in Wattwil und absolvierte nach einem Aufenthalt in der Romandie eine kaufmännische Lehre in Winterthur. Früh übernahm er Verantwortung im väterlichen Betrieb. Als der Vater 1826 starb, führte er das Unternehmen zusammen mit seinem jüngeren Bruder Johann Rudolf Raschle. 1832 beschlossen sie eine geschäftliche Trennung; während Johann Rudolf mit einem neuen Unternehmen auf den Export setzte, betrieb Abraham das bisherige Inlandgeschäft weiter.
Raschle vertrat radikalliberale Ansichten und wurde 1830 in den Grossen Rat des Kantons St. Gallen gewählt, dem er bis 1835 und nochmals von 1848 bis 1855 angehörte. 1831 sass er im Verfassungsrat, danach amtierte er bis 1843 als Präsident des Untergerichts. 1838 finanzierte er in Wattwil den Bau des Armenhauses, 1845 jenen der paritätischen Kirche Wattwil. Raschle kandidierte bei den Nationalratswahlen 1851 und wurde im Wahlkreis St. Gallen-West gewählt. Neun Jahre später trat er zurück.
Sein Bruder Johann Rudolf war von 1860 bis 1863 ebenfalls Nationalrat.